# Dahlgren-systeem
Het Dahlgren-systeem is een van de moderne systemen van plantentaxonomie. Het werd gepubliceerd door monocotylen-specialist Rolf Dahlgren. Zijn echtgenote Gertrude heeft zijn werk nog enige tijd voortgezet na zijn dood. 
Volgens de uitgebreide opsomming door James L. Reveal (deze opsomming geeft de nomenclaturorische synoniemen voor elke naam), ziet het er zo uit:
- klasse Magnoliopsida
onderklasse Magnoliidae
superorde Magnolianae
orde Annonales
familie Annonaceae
familie Myristicaceae
familie Eupomatiaceae
familie Canellaceae
familie Austrobaileyaceae
orde Aristolochiales
familie Aristolochiaceae
orde Rafflesiales
familie Rafflesiaceae
familie Hydnoraceae
orde Magnoliales
familie Degeneriaceae
familie Himantandraceae
familie Magnoliaceae
orde Lactoridales
familie Lactoridaceae
orde Winterales
familie Winteraceae
orde Chloranthales
familie Chloranthaceae
orde Illiciales
familie Illiciaceae
familie Schisandraceae
orde Laurales
familie Amborellaceae
familie Trimeniaceae
familie Monimiaceae
familie Gomortegaceae
familie Calycanthaceae
familie Lauraceae
orde Nelumbonales
familie Nelumbonaceae
superorde Nymphaeanae
orde Piperales
familie Saururaceae
familie Piperaceae
orde Nymphaeales
familie Cabombaceae
familie Nymphaeaceae
familie Ceratophyllaceae
superorde Ranunculanae
orde Ranunculales
familie Lardizabalaceae
familie Sargentodoxaceae
familie Menispermaceae
familie Kingdoniaceae
familie Circaeasteraceae
familie Ranunculaceae
familie Hydrastidaceae
familie Berberidaceae
orde Papaverales
familie Papaveraceae
familie Fumariaceae
superorde Caryophyllanae
orde Caryophyllales
familie Molluginaceae
familie Caryophyllaceae
familie Phytolaccaceae
familie Achatocarpaceae
familie Agdestidaceae
familie Basellaceae
familie Portulacaceae
familie Stegnospermataceae
familie Nyctaginaceae
familie Aizoaceae
familie Halophytaceae
familie Cactaceae
familie Didiereaceae
familie Hectorellaceae
familie Chenopodiaceae
familie Amaranthaceae
superorde Polygonanae
orde Polygonales
familie Polygonaceae
superorde Plumbaginanae
orde Plumbaginales
familie Plumbaginaceae
familie Limoniaceae
superorde Malvanae
orde Malvales
familie Sterculiaceae
familie Plagiopteraceae
familie Bixaceae
familie Cochlospermaceae
familie Cistaceae
familie Sphaerosepalaceae
familie Sarcolaenaceae
familie Huaceae
familie Tiliaceae
familie Dipterocarpaceae
familie Bombacaceae
familie Malvaceae
orde Urticales
familie Ulmaceae
familie Moraceae
familie Cecropiaceae
familie Barbeyaceae
familie Cannabaceae
familie Urticaceae
orde Euphorbiales
familie Euphorbiaceae
familie Simmondsiaceae
familie Pandaceae
familie Aextoxicaceae
familie Dichapetalaceae
orde Thymelaeales
familie Gonystylaceae
familie Thymelaeaceae
orde Rhamnales
familie Rhamnaceae
superorde Violanae
orde Violales
familie Flacourtiaceae
familie Berberidopsidaceae
familie Aphloiaceae
familie Physenaceae
familie Passifloraceae
familie Dipentodontaceae
familie Peridiscaceae
familie Scyphostegiaceae
familie Violaceae
familie Turneraceae
familie Malesherbiaceae
familie Caricaceae
orde Cucurbitales
familie Achariaceae
familie Cucurbitaceae
familie Begoniaceae
familie Datiscaceae
orde Salicales
familie Salicaceae
orde Tamaricales
familie Tamaricaceae
familie Frankeniaceae
orde Capparales
familie Capparaceae
familie Brassicaceae
familie Tovariaceae
familie Resedaceae
familie Gyrostemonaceae
familie Bataceae
familie Moringaceae
orde Tropaeolales
familie Tropaeolaceae
familie Limnanthaceae
orde Salvadorales
familie Salvadoraceae
superorde Theanae
orde Dilleniales
familie Dilleniaceae
orde Paeoniales
familie Glaucidiaceae
familie Paeoniaceae
orde Theales
familie Stachyuraceae
familie Pentaphylacaceae
familie Marcgraviaceae
familie Quiinaceae
familie Ancistrocladaceae
familie Dioncophyllaceae
familie Nepenthaceae
familie Medusagynaceae
familie Caryocaraceae
familie Strasburgeriaceae
familie Ochnaceae
familie Chrysobalanaceae
familie Oncothecaceae
familie Scytopetalaceae
familie Theaceae
familie Bonnetiaceae
familie Clusiaceae
familie Elatinaceae
orde Lecythidales
familie Lecythidaceae
superorde Primulanae
orde Primulales
familie Myrsinaceae
familie Aegicerataceae
familie Theophrastaceae
familie Primulaceae
familie Coridaceae
orde Ebenales
familie Sapotaceae
familie Styracaceae
familie Lissocarpaceae
familie Ebenaceae
superorde Rosanae
orde Trochodendrales
familie Trochodendraceae
familie Tetracentraceae
orde Cercidiphyllales
familie Cercidiphyllaceae
familie Eupteleaceae
orde Hamamelidales
familie Hamamelidaceae
familie Platanaceae
familie Myrothamnaceae
orde Balanopales
familie Balanopaceae
orde Fagales
familie Nothofagaceae
familie Fagaceae
familie Corylaceae
familie Betulaceae
orde Juglandales
familie Rhoipteleaceae
familie Juglandaceae
orde Myricales
familie Myricaceae
orde Casuarinales
familie Casuarinaceae
orde Buxales
familie Buxaceae
familie Daphniphyllaceae
familie Didymelaceae
orde Geissolomatales
familie Geissolomataceae
orde Cunoniales
familie Cunoniaceae
familie Baueraceae
familie Brunelliaceae
familie Davidsoniaceae
familie Eucryphiaceae
orde Saxifragales
familie Saxifragaceae
familie Francoaceae
familie Greyiaceae
familie Brexiaceae
familie Grossulariaceae
familie Iteaceae
familie Cephalotaceae
familie Crassulaceae
familie Podostemaceae
orde Droserales
familie Droseraceae
familie Lepuropetalaceae
familie Parnassiaceae
orde Rosales
familie Rosaceae
familie Neuradaceae
familie Malaceae
familie Amygdalaceae
familie Anisophylleaceae
familie Crossosomataceae
familie Surianaceae
familie Rhabdodendraceae
orde Gunnerales
familie Gunneraceae
superorde Proteanae
orde Proteales
familie Proteaceae
orde Elaeagnales
familie Elaeagnaceae
superorde Myrtanae
orde Myrtales
familie Psiloxylaceae
familie Heteropyxidaceae
familie Myrtaceae
familie Onagraceae
familie Trapaceae
familie Lythraceae
familie Combretaceae
familie Melastomataceae
familie Memecylaceae
familie Crypteroniaceae
familie Oliniaceae
familie Penaeaceae
familie Rhynchocalycaceae
familie Alzateaceae
orde Haloragales
familie Haloragaceae
superorde Rutanae
orde Sapindales
familie Coriariaceae
familie Anacardiaceae
familie Leitneriaceae
familie Podoaceae
familie Sapindaceae
familie Hippocastanaceae
familie Aceraceae
familie Akaniaceae
familie Bretschneideraceae
familie Emblingiaceae
familie Staphyleaceae
familie Melianthaceae
familie Sabiaceae
familie Meliosmaceae
familie Connaraceae
orde Fabales
familie Mimosaceae
familie Caesalpiniaceae
familie Fabaceae
orde Rutales
familie Rutaceae
familie Ptaeroxylaceae
familie Cneoraceae
familie Simaroubaceae
familie Tepuianthaceae
familie Burseraceae
familie Meliaceae
orde Polygalales
familie Malpighiaceae
familie Trigoniaceae
familie Vochysiaceae
familie Polygalaceae
familie Krameriaceae
orde Geraniales
familie Zygophyllaceae
familie Peganaceae
familie Nitrariaceae
familie Geraniaceae
familie Vivianiaceae
familie Ledocarpaceae
familie Biebersteiniaceae
familie Dirachmaceae
familie Balanitaceae
orde Linales
familie Linaceae
familie Humiriaceae
familie Ctenolophonaceae
familie Ixonanthaceae
familie Erythroxylaceae
familie Lepidobotryaceae
familie Oxalidaceae
orde Celastrales
familie Stackhousiaceae
familie Lophopyxidaceae
familie Cardiopteridaceae
familie Corynocarpaceae
familie Celastraceae
orde Rhizophorales
familie Rhizophoraceae
familie Elaeocarpaceae
orde Balsaminales
familie Balsaminaceae
superorde Vitanae
orde Vitales
familie Vitaceae
superorde Santalanae
orde Santalales
familie Olacaceae
familie Opiliaceae
familie Loranthaceae
familie Medusandraceae
familie Misodendraceae
familie Eremolepidaceae
familie Santalaceae
familie Viscaceae
superorde Balanophoranae
orde Balanophorales
familie Cynomoriaceae
familie Balanophoraceae
superorde Aralianae
orde Pittosporales
familie Pittosporaceae
familie Tremandraceae
familie Byblidaceae
orde Araliales
familie Araliaceae
familie Apiaceae
superorde Asteranae
orde Campanulales
familie Pentaphragmataceae
familie Campanulaceae
familie Lobeliaceae
orde Asterales
familie Asteraceae
superorde Solananae
orde Solanales
familie Solanaceae
familie Sclerophylacaceae
familie Goetzeaceae
familie Convolvulaceae
familie Cuscutaceae
familie Cobaeaceae
familie Polemoniaceae
orde Boraginales
familie Hydrophyllaceae
familie Ehretiaceae
familie Boraginaceae
familie Lennoaceae
familie Hoplestigmataceae
superorde Ericanae
orde Bruniales
familie Bruniaceae
familie Grubbiaceae
orde Fouquieriales
familie Fouquieriaceae
orde Ericales
familie Actinidiaceae
familie Clethraceae
familie Cyrillaceae
familie Ericaceae
familie Empetraceae
familie Monotropaceae
familie Pyrolaceae
familie Epacridaceae
orde Stylidiales
familie Stylidiaceae
orde Sarraceniales
familie Sarraceniaceae
superorde Cornanae
orde Cornales
familie Garryaceae
familie Alangiaceae
familie Nyssaceae
familie Cornaceae
familie Roridulaceae
familie Davidiaceae 
familie Escalloniaceae
familie Helwingiaceae
familie Torricelliaceae
familie Aucubaceae
familie Aralidiaceae
familie Diapensiaceae
familie Phellinaceae
familie Aquifoliaceae 
familie Paracryphiaceae 
familie Sphenostemonaceae 
familie Symplocaceae 
familie Icacinaceae 
familie Montiniaceae
familie Columelliaceae
familie Alseuosmiaceae
familie Hydrangeaceae
familie Sambucaceae
familie Viburnaceae
familie Menyanthaceae
familie Adoxaceae
familie Phyllonomaceae
familie Tribelaceae
familie Eremosynaceae
familie Pterostemonaceae
familie Tetracarpaeaceae
orde Eucommiales
familie Eucommiaceae
orde Dipsacales
familie Caprifoliaceae
familie Valerianaceae
familie Dipsacaceae
familie Morinaceae
familie Calyceraceae
superorde Loasanae
orde Loasales
familie Loasaceae
superorde Gentiananae
orde Goodeniales
familie Goodeniaceae
orde Oleales
familie Oleaceae
orde Gentianales
familie Desfontainiaceae
familie Loganiaceae
familie Dialypetalanthaceae
familie Rubiaceae
familie Theligonaceae
familie Gentianaceae
familie Saccifoliaceae
familie Apocynaceae
familie Asclepiadaceae
superorde Lamianae
orde Lamiales
familie Retziaceae
familie Stilbaceae
familie Buddlejaceae
familie Scrophulariaceae
familie Myoporaceae
familie Globulariaceae
familie Plantaginaceae
familie Lentibulariaceae
familie Pedaliaceae
familie Trapellaceae
familie Martyniaceae
familie Gesneriaceae
familie Bignoniaceae
familie Acanthaceae
familie Verbenaceae
familie Lamiaceae
familie Callitrichaceae
orde Hydrostachyales
familie Hydrostachyaceae
orde Hippuridales
familie Hippuridaceae
onderklasse Liliidae
superorde Alismatanae
orde Alismatales
familie Aponogetonaceae
familie Butomaceae
familie Hydrocharitaceae
familie Limnocharitaceae
familie Alismataceae
orde Najadales
familie Scheuchzeriaceae
familie Juncaginaceae
familie Najadaceae
familie Potamogetonaceae
familie Zosteraceae
familie Posidoniaceae
familie Cymodoceaceae
familie Zannichelliaceae
superorde Triuridanae
orde Triuridales
familie Triuridaceae
superorde Aranae
orde Arales
familie Araceae
familie Acoraceae
familie Lemnaceae
superorde Lilianae
orde Dioscoreales
familie Trichopodaceae
familie Dioscoreaceae
familie Stemonaceae
familie Taccaceae
familie Trilliaceae
familie Rhipogonaceae
familie Petermanniaceae
familie Smilacaceae
orde Asparagales
familie Philesiaceae
familie Luzuriagaceae
familie Convallariaceae
familie Dracaenaceae
familie Asparagaceae
familie Ruscaceae
familie Herreriaceae
familie Nolinaceae
familie Asteliaceae
familie Dasypogonaceae
familie Calectasiaceae
familie Blandfordiaceae
familie Xanthorrhoeaceae
familie Agavaceae
familie Hypoxidaceae
familie Tecophilaeaceae
familie Lanariaceae
familie Ixioliriaceae
familie Cyanastraceae
familie Phormiaceae
familie Doryanthaceae
familie Eriospermaceae
familie Asphodelaceae
familie Anthericaceae
familie Aphyllanthaceae
familie Hemerocallidaceae
familie Hostaceae
familie Hyacinthaceae
familie Alliaceae
familie Amaryllidaceae
orde Liliales
familie Colchicaceae
familie Uvulariaceae
familie Iridaceae
familie Alstroemeriaceae
familie Calochortaceae
familie Liliaceae
orde Melanthiales
familie Melanthiaceae
familie Campynemataceae
orde Burmanniales
familie Burmanniaceae
familie Corsiaceae
orde Orchidales
familie Neuwiediaceae
familie Apostasiaceae
familie Cypripediaceae
familie Orchidaceae
superorde Bromelianae
orde Velloziales
familie Velloziaceae
orde Bromeliales
familie Bromeliaceae
orde Haemodorales
familie Haemodoraceae
orde Philydrales
familie Philydraceae
orde Pontederiales
familie Pontederiaceae
orde Typhales
familie Typhaceae
superorde Zingiberanae
orde Zingiberales
familie Lowiaceae
familie Musaceae
familie Heliconiaceae
familie Strelitziaceae
familie Zingiberaceae
familie Costaceae
familie Cannaceae
familie Marantaceae
superorde Commelinanae
orde Commelinales
familie Mayacaceae
familie Commelinaceae
familie Xyridaceae
familie Rapateaceae
familie Eriocaulaceae
orde Hydatellales
familie Hydatellaceae
orde Cyperales
familie Juncaceae
familie Thurniaceae
familie Cyperaceae
orde Poales
familie Flagellariaceae
familie Joinvilleaceae
familie Restionaceae
familie Centrolepidaceae
familie Poaceae
superorde Arecanae
orde Hanguanales
familie Hanguanaceae
orde Arecales
familie Arecaceae
superorde Cyclanthanae
orde Cyclanthales
familie Cyclanthaceae
superorde Pandananae
orde Pandanales
familie Pandanaceae